# Harley Street
Harley Street é uma série de televisão britânica criada por Marston Bloom e exibido na ITV de 17 de julho a 21 de agosto de 2008.

## Elenco
- Paul Nicholls como Robert Fielding
- Suranne Jones como Martha Eliot
- Rosie Day como Tess Eliot
- Lucy Brown como Maya
- Oliver Dimsdale como Felix Quinn
- Cush Jumbo como Hannah Fellows

## Transmissões
Harley Street foi exibida na ITV às 21h todas as quintas-feiras. O primeiro episódio, em 17 de julho, teve uma audiência de 3,9 milhões e uma quota de audiência de 18%. Foi também o primeiro drama da ITV foi ao ar em alta definição no ITV HD disponível para os espectadores do Freesat. O episódio final foi exibido em 21 de agosto.
Em 19 de novembro de 2008, a rede anunciou que o programa não voltaria devido aos números ruins de audiência.